# Robert M. La Follette senior

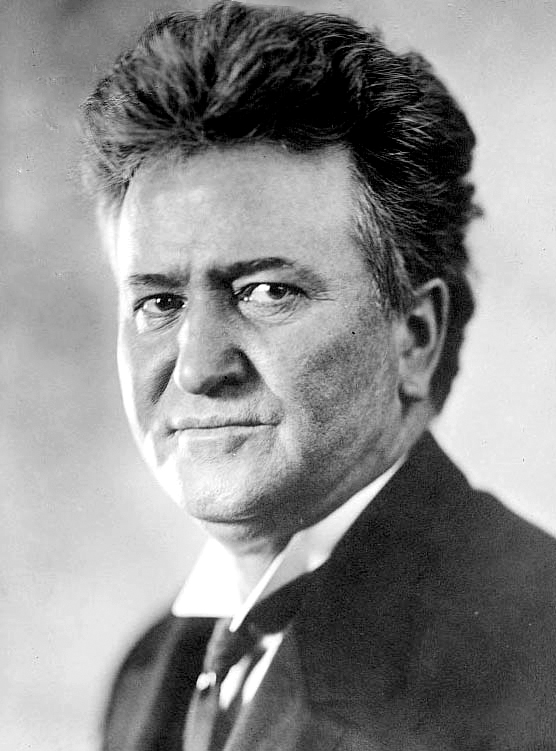
Robert M. La Follette

Robert Marion La Follette Sr. (* 14. Juni 1855 in Primrose, Dane County, Wisconsin; † 18. Juni 1925 in Washington, D.C.) war ein US-amerikanischer Politiker, der als Abgeordneter im US-Repräsentantenhaus, als 20. Gouverneur von Wisconsin von 1901 bis 1906 und im US-Senat für Wisconsin von 1905 bis 1925 als Mitglied der Republikanischen Partei diente. Er bewarb sich auch 1924 als Kandidat der Progressiven Partei um das Amt des US-Präsidenten. La Follette ist am stärksten wegen seiner Unterstützung der Direktwahl von US-Senatoren sowie seiner Opposition zu Kartellen und großen Konzernen in Erinnerung geblieben und galt als einer der Anführer der progressiven Bewegung in der Republikanischen Partei.
Er war mit Belle Case La Follette verheiratet, mit der er außer der Tochter Mary die Söhne Robert und Philip, die ebenfalls erfolgreich in die Politik gingen, hatte.

## Leben
Als begabter und temperamentvoller Redner machte sich La Follette über die Jahre viele Feinde, nicht zuletzt wegen seiner Gegnerschaft zu einer Teilnahme der USA am Ersten Weltkrieg sowie seine Verteidigung der Meinungsfreiheit während der Kriegszeit. Theodore Roosevelt nannte ihn ein Stinktier, der es verdient habe, erhängt zu werden, als er sich gegen die Bewaffnung der Handelsmarine aussprach. Ein Senatskollege sagte von ihm, er sei „ein besserer Deutscher als der Vorsitzende des Reichstags“, als er gegen den Antrag der Wilson-Regierung stimmte, den Krieg gegen Deutschland zu erklären.
In seinem ersten Jahr im Senat wurde La Follette während eines Filibusters mit dem Mittel  Ptomain in einem Milchshake vergiftet, worauf er den Redemarathon abbrechen musste. Wer der Verantwortliche für die Vergiftung war, wurde nie ermittelt.

## Politik
1884 wurde La Follette zum ersten Mal ins Repräsentantenhaus der Vereinigten Staaten gewählt. Die Wiederwahl gelang ihm zweimal. Seine Unterstützung eines Schutzzolls brachte ihm einen Sitz im mächtigen Committee on Ways and Means ein, wo er sich am Entwurf des Zollgesetzes von 1890 beteiligte. Dieses Gesetz war jedoch so unbeliebt, dass er 1890 die Wahl verlor und einige Monate später, 1891, aus dem Kongress ausschied. Er kehrte dann nach Wisconsin zurück, wo er Richter wurde. 1891 lehnte er in dieser Eigenschaft eine Bestechung eines mächtigen Republikaners ab. Als dieses Ereignis öffentlich wurde, wurde La Follette innerhalb seiner Partei isoliert. Erst 1900 gelang es ihm wieder, eine Wahl zu gewinnen, nach zweimaligem erfolglosem Antreten, weil er inzwischen eine Initiative zur Nominierung von Kandidaten in offenen Vorwahlen statt auf Parteitagen unterstützt hatte.
1901 bis 1906 war La Follette Gouverneur von Wisconsin. In dieser Funktion befürwortete er zahlreiche Reformen, darunter das erste System der gesetzlichen Unfallversicherung, eine schärfere staatliche Kontrolle großer Unternehmen, die Direktwahl der Senatoren der Vereinigten Staaten, die Abberufbarkeit aller Beamter (außer den Richtern) und eine Steuerprogression. Dieses politische Programm wurde deshalb als Wisconsin Idea bekannt. Er war ein überzeugter Befürworter der Zusammenarbeit zwischen der Regierung des Bundesstaats und der University of Wisconsin.
Von 1906 bis zu seinem Tod war er Mitglied des Senats der Vereinigten Staaten. In dieser Funktion lehnte er den Eintritt der USA in den Ersten Weltkrieg entschieden ab, unterstützte aber viele innenpolitische Reformen von Präsident Woodrow Wilson. Bei einem Bestechungsskandal in den 1920er Jahren um die Vergabe von Ölfeldern, in den US-Innenminister Albert B. Fall verwickelt war, trieb La Follette die Untersuchungen voran.
Bei der Nominierung des republikanischen Kandidaten für die Präsidentenwahl 1912 trat er gegen den Amtsinhaber William Howard Taft an und unterlag gegen ihn sowie gegen Theodore Roosevelt, den viele Progressive unterstützten. Im Wahlkampf unterstützte La Follette dann den späteren Sieger Woodrow Wilson. Im Jahr 1924 bewarb sich La Follette um die Präsidentschaft, diesmal als Kandidat einer eigenen, neu gegründeten progressiven Partei (unterstützt von der Socialist Party of America) und erlangte 17 %, was die dritthöchsten Stimmprozente eines Präsidentschaftskandidaten einer dritten Partei seit dem Bürgerkrieg waren. Einige Monate später starb er. Sein Sohn Robert wurde sein Nachfolger als Senator. Ein anderer Sohn, Philip F. La Follette, wurde später Gouverneur von Wisconsin. 1909 gründeten La Follette und seine Frau Belle die Zeitschrift La Follette's Weekly, die 1929 in The Progressive umbenannt wurde und bis heute als monatliches Magazin erscheint.